# Naja mossambica
Naja mossambica – gatunek jadowitego węża z rodziny zdradnicowatych (Elapidae). Występuje od wschodniej Tanzanii na południe do wschodniej RPA i na zachód po południową Angolę i północną Namibię; stare stwierdzenia Naja mossambica z Egiptu dotyczą opisanego w 2003 roku Naja nubiae. Osiąga 1,5 m długości. Bladoszara do oliwkowozielonej, brzuch łososioworóżowy lub żółty, nieregularne czarne pasma lub cętki na gardle. Jad znacznie mniej toksyczny niż u kobry przylądkowej.